# Руки'в Брюки
Руки'в Брюки (також РвБ) — український рок-н-рол гурт, створений у 2007 році вокалістом, сонграйтером та гітаристом Олександром Ремезом. Гурт грає в стилях американської музики 1940-х — 1960-х рр. переважно свої пісні українською, англійською та російською мовами, та має певну популярність в Україні та Європейських країнах.

## Історія
Гурт був створений Олександром Ремезом, який переїхав до Києва у 2006 році. До жовтня 2006-го Олександр грав у харківському гурті The WiseGuyz на контрабасі, але увесь час мріяв про свій бенд, де гратиме улюблену музику мовою, якою він розмовляє, аби стилістична частина рок-н-ролу при цьому не постраждала. На той час Ремез мав хист переважно до рокабілі 1950-х років зі звучанням артистів із Sun Records.
Залишивши рідне місто та гурт The WiseGuyz, разом із другом з Сімферополя, Олександр поїхав до столиці, щоб жити та заробляти музикою. Але невдовзі його друг повернувся до Криму та почались пошуки музикантів. На щастя, В'ячеслав Краснопольський, який був не тільки контрабасистом, а й однодумцем, охоче додався до складу гурту.
Вперше Руки'в Брюки виступили на 3-му Украбілі Вибух, 7 чи 8 квітня 2007 року.
Трохи пізніше до гурту долучився Анатолій Ткач, який, як і В'ячеслав, на той час грав у київському гурті Los Fartos. Восени того ж року хлопці записали перший альбом без назви, між собою називаючи його «Перший». Альбом був частково авторський, частково складався з переспівів рокабільної класики.
У 2008 року вони зустріли Олексія Філіппенкова, який не пропускав жодного виступу гурту, де б той не був. І вже наприкінці зими 2009 року Олексій вступив до бенду. Цього ж року вони записали другий альбом під назвою «Hey, Lady!». Приблизно в той самий час було знято перший кліп із Psycho Operators та бугі й лінді хоп тусівкою на пісню «Прыгай, малая, прыгай».
Вже у квітні 2010 року Руки'в Брюки зустріли саксофоніста Андрія Степанова, який став п'ятим учасником гурту. Саме тоді хлопці почали досить певно звертати з рокабільної стежки у бік джамп блюзу, рок-н-ролу та ритм-н-блюзу, і спільним творчим витвором став запис альбому «Мр. Вечер» у 2012 році.
До наступного альбому готувалися трохи довше, бо шукали шлях записати його зі справді старим звуком. І знайшли. Завдяки прихильникам гурт назбирав гроші на запис у Берліні на студії Lightnin' Recording. Під час запису жоден цифровий прилад не був задіяний, окрім тих пісень, які довелося переписати в Києві на студії Lipkyzvukozapys. Там було записано зразу 2 альбоми: «Чик-Чик» та «Shout the Blues».
Влітку 2013 року хлопці вперше поїхали в тур до Європи, де взяли своїм запалом та енергетикою. Відтоді гурт їздить у різні країни Європи по декілька разів на рік.
У 2015-му з'явився запис першої україномовної пісні «Я вигадав світ», а вже у 2018-му очікується повністю україномовний альбом. Стиль музики змінився до R&B 1960-х років, тексти пісень також змінилися — чи то через мову, чи через вік хлопців.
У 2017 році Руки'в Брюки вирішили скоротити назву до РвБ та розвиватись у двох напрямках.
- Перший — орієнтир на рідну країну: робити якісний ритм-н-блюз українською, наскільки це можливо;
- другий — на Європу, де ця субкультура досить розвинута. З цієї причини гуртом було підписано контракт з El Toro Records, який вже навесні 2018 року випускає перший вініловий сінгл з піснями «Drum Beat» та «You Don't Care».

У 2019 році виходить одразу 2 альбоми. Перший Jumpin' & Humpin' на лейблі El Toro Records, другий повністю україномовний «Дай мені знати».

## Дискографія
| Назва             | Рік виходу | Носій | Формат |
| ----------------- | ---------- | ----- | ------ |
| Руки'в Брюки      | 2007       | CD    | LP     |
| Hey, Lady!        | 2009       | CD    | LP     |
| Мр. Вечер         | 2012       | CD    | LP     |
| Чик-Чик           | 2014       | CD    | LP     |
| Shout the Blues   | 2014       | CD    | LP     |
| Jumpin' & Humpin' | 2019       | CD    | LP     |
| Дай мені знати    | 2019       | CD    | LP     |

Сінгли (вініл)
| Назва                        | Рік  |  |
| Назва                        | Рік  |  |
| «Drum Beat» «You Don't Care» | 2018 |  |

## Це цікаво
- Руки'в Брюки — є свого роду друковане лого гурту, без апострофа можна потрапити на геть іншу музику.